# Analía Gadé

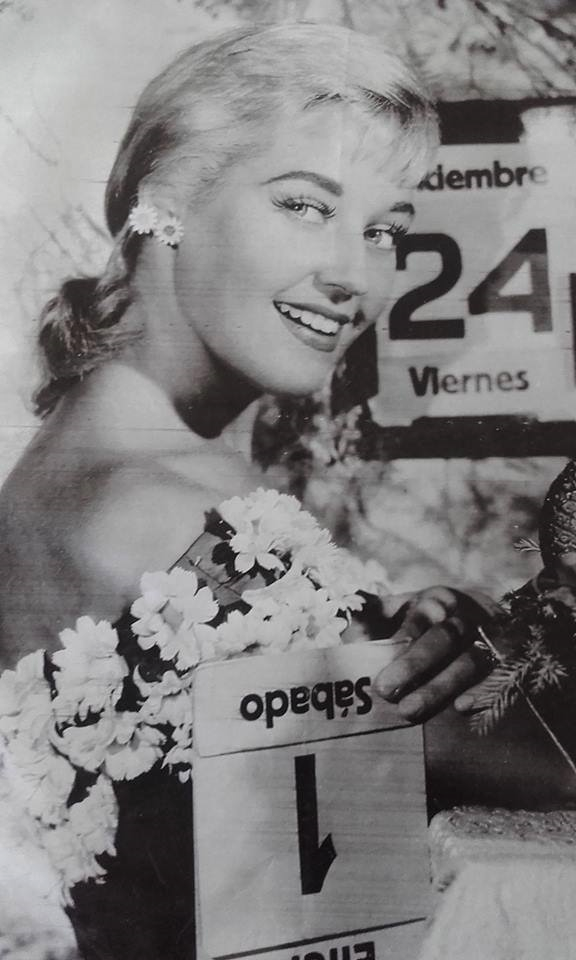
Analía Gadé, 1954

Analía Gadé, eigentlich María Esther Gorostiza Rodríguez (geboren 28. Oktober 1931 in Córdoba; gestorben 18. Mai 2019 in Madrid, Spanien) war eine argentinische Schauspielerin.

## Leben
Ihre Eltern schickten sie nach Buenos Aires, um Lehramt zu studieren. Nach einem Casting bei einem Filmproduktionsunternehmen begann sie ihre Filmkarriere. Ihre Karriere begann sie mit Auftritten in den Filmen La serpiente cascabel, Cita en las estrellas und Vidalita. 1951 heiratete sie Juan Carlos Thorry, mit dem sie später nach Spanien zog. Nach einigen Jahren wurde die Ehe aufgelöst, sie blieb jedoch bis auf vier Jahre in Spanien. Von 1979 bis 1983 lebte Gadé wieder in Argentinien. 1999 und 2001 mussten zwei Filmaufnahmen mit ihr aus gesundheitlichen Gründen unterbrochen werden.
2015 wurde bei ihr Krebs diagnostiziert, an dem sie 2019 starb.

## Auszeichnungen
Im Juni 2015 erhielt sie die Ehrenmedaille des spanischen Filmschreiberkreises (CEC) für ihr Lebenswerk. 1958 und 1972 gewann sie den Premio CEC für ihr Gesamtwerk. Die argentinische Künstlerin erhielt unter anderem die Goldmedaille für Bildende Kunst und den Premio de Crítica de Valladolid. Zudem wurde sie mit dem Premio del Sindicato Nacional del Espectáculo und einem Preis der Asociación de Cronistas Cinematográficos de la Argentina ausgezeichnet.

## Filmografie
- 1948: La serpiente de cascabel
- 1948: La rubia Mireya
- 1949: Vidalita
- 1949: Cita en las estrellas
- 1950: Nacha Regules
- 1950: El morocho del Abasto: La vida de Carlos Gardel
- 1950: Don Fulgencio
- 1951: Especialista en señoras
- 1951: Cuidado con las mujeres
- 1951: Concierto de bastón
- 1952: Emergency Ward
- 1952: Vuelva el primero
- 1953: Suegra último modelo
- 1953: ¡Qué noche de casamiento!
- 1954: Somos todos inquilinos
- 1955: The Corsican Brothers
- 1955: Ayer fue primavera Honeymoon
- 1956: Los tallos amargos
- 1957: The Girls in Blue
- 1958: La frontera del miedo
- 1958: La vida por delante
- 1958: Una muchachita de Valladolid
- 1958: Ana dice sí
- 1959: Luna de verano
- 1959: Life Around Us
- 1960: La fiel infantería
- 1960: The Crossroads
- 1960: Sólo para hombres
- 1961: Madame
- 1966: Las locas del conventillo
- 1967: Mayores con reparos
- 1967: La mujer de otro
- 1968: Eine gelungene Verführung (La vil seducción)
- 1969: No disponible
- 1969: Pecados conyugales
- 1970: El monumento
- 1970: Coqueluche
- 1971: Exorcism's Daughter
- 1971: In the Eye of the Hurricane
- 1971: Black story (La historia negra de Peter P. Peter)
- 1972: Nada menos que todo un hombre
- 1972: La duda
- 1972: Maniac Mansion
- 1973: One Billion for a Blonde
- 1973: My Private Teacher
- 1974: El mejor alcalde, el rey
- 1974: Matrimonio al desnudo
- 1974: The Marriage
- 1975: Revolution
- 1976: Lucecita
- 1976: The Long Holidays of 1936
- 1976: Tu dios y mi infierno
- 1977: Las marginadas
- 1978: Love Letters of a Nun
- 2001: La rosa azul

## Fernsehserien
- 1952: Tropicana Club (3 Episoden)
- 1953: Petit café  (3 Episoden)
- 1961: Analía Gadé nos cuenta
- 1975: Novela (20 Episoden)
- 1976: La señora García se confiesa  (1 Episode)
- 1982: Como la sombra tenue de una hoja (Kurzfilm)
- 1984: Lucía Bonelli (39 Episoden)
- 1984: Fragmentos de interior (TV-Miniserie)
- 1987: Vida privada (TV-Miniserie, 4 Episoden)
- 1991: Alta comedia (1 Episode)
- 1993: Una gloria nacional (9 Episoden)
- 1994: Compuesta y sin novio (13 Episoden)
- 1994–1995: Alta comedia (2 Episoden)
- 1996: Carmen y familia (16 Episoden)
- 2000: ¡Qué grande es el teatro! (1 Episode)